# Bodo Zeuner

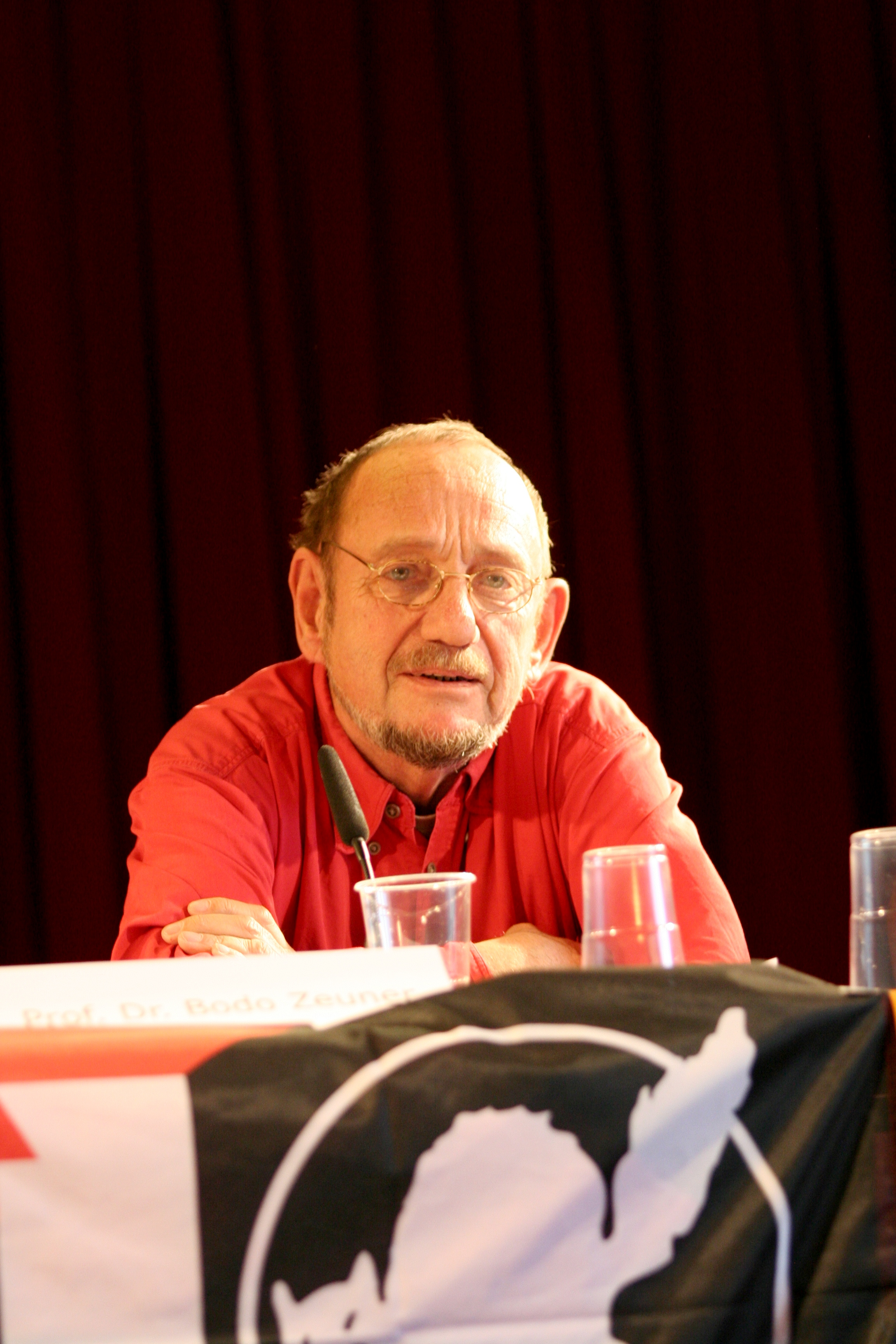
Bodo Zeuner 2010 bei einer Podiumsdiskussion der FAU Berlin

Bodo Zeuner (geboren 26. August 1942 in Königsberg; gestorben 30. November 2021) war ein deutscher Politikwissenschaftler und Hochschullehrer. Von 1978 bis zur Emeritierung 2006 lehrte er an der Freien Universität Berlin  Politische Erwachsenenbildung, Regulierung der Arbeitsbeziehungen sowie Grundlagen der Politikwissenschaft und war zuletzt Professor am dortigen Otto-Suhr-Institut (OSI) für Politikwissenschaft. Zu diesen Themen und zur Parteienforschung veröffentlichte er zahlreiche Publikationen.

## Ausbildung und erste Berufserfahrung
Bodo Zeuner war Schüler des Johanneums in Hamburg und arbeitete dort an der Schülerzeitung mit. Nach dem Abitur begann er 1961 das Studium der Politikwissenschaft am Otto-Suhr-Institut (OSI) der Freien Universität Berlin, wo unter anderem Ernst Fraenkel und Ossip K. Flechtheim lehrten. In seiner Diplomarbeit, die er später zur Dissertation ausbaute, untersuchte er, wie die Parteien ihre Kandidaten für die Bundestagswahl aufstellten. Er kam zu dem Ergebnis, dass die einfachen Parteimitglieder über den Inhalt und Kandidaten kaum mitbestimmen können. Am OSI war er stellvertretender Institutsratssprecher.
Von 1969 bis 1972 war Zeuner Redakteur beim Spiegel und wurde von Rudolf Augstein wegen seines Kampfes für mehr Mitbestimmung im Redaktionsstatut zusammen mit seinen Mitstreitern Hermann L. Gremliza und Otto Köhler entlassen. Zeuner kehrte ans OSI zurück und veröffentlichte noch 1972 sein „Lehrstück über ein Medienunternehmen“ als Buch unter dem Titel Veto gegen Augstein. Der Kampf in der Spiegel-Redaktion um Mitbestimmung.

## Schwerpunkte seiner Tätigkeit

### Gewerkschaftsarbeit und politische Tätigkeit
Unter anderem war Zeuner im Bereich der Gewerkschaftsarbeit aktiv. Bereits 1991 veröffentlichte er über die später unter dem Schlagwort Union Busting bekannt gewordene Bekämpfung von Betriebsräten durch die Arbeitgeberseite. Im März 2004 hielt er bei einer Konferenz der Vereinten Dienstleistungsgewerkschaft in Freiburg im Breisgau ein Referat mit dem Titel Verteilungsgerechtigkeit gehört zur Demokratie, dessen Manuskript er später auch publizierte.
In dem Text Ungleichheit ist geil, den er in der blz, der Mitgliederzeitschrift der GEW Berlin, veröffentlichte, befasst sich Zeuner mit den Plänen der damaligen Rot-Grünen Bundesregierung einigen wenigen Universitäten den Status einer Elite-Universität zu geben und somit die Ausbildung eines geringen Teiles der Studentenschaft auf ein höheres Niveau zu bringen.
Für ihn seien die Elite-Pläne der Bundesregierung, die einen vollen PR-Erfolg darstellten, die Ausdehnung der „ideologischen Ungleichheitsoffensive – die Leute sollen glauben, dass mehr Gesellschaftsspaltung allen nützt“, auf das Bildungswesen. Dabei fungiere der Elite-Begriff als Selbstrechtfertigung für die Gewinner, ganz nach dem Motto „Die Besserverdienenden verdienen es auch besser“.
Seit 1980, also dem Gründungsjahr der Partei, war Bodo Zeuner Mitglied der Grünen. „Aus Protest gegen den Jugoslawienkrieg und die neoliberale Politik“ trat er aber nach achtzehnjähriger Mitgliedschaft aus und engagierte sich nun zunächst bei der WASG und später bei der Partei Die Linke. Außerdem war er 2005 Mitunterzeichner des Aufrufs Gewerkschafterinnen und Gewerkschafter wählen links!.
Von ihrer Gründung 1990 bis August 2021 gehörte Bodo Zeuner der Stiftung Menschenwürde und Arbeitswelt an, 25 Jahre als Mitglied des Vorstands, zuletzt sechs Jahre als Mitglied des Kuratoriums. Die Stiftung tritt ein „für Menschenwürde und Demokratie in der Arbeitswelt, freie gewerkschaftliche Betätigung, gute Arbeitsbedingungen, gleiche Rechte aller Arbeitenden und den sozialen und ökologischen Umbau von Arbeit und Wirtschaft“. Zum Thema „freie gewerkschaftliche Betätigung“ erschien denn auch der letzte zu Lebzeiten veröffentlichte Text von Bodo Zeuner: Hongkong. Das Ende der freien Gewerkschaften, erschienen am 15. Oktober 2021 im DGB-Online-Magazin Gegenblende.

### Forschungsgruppe Rechtsextremismus
Zeuner war Sprecher einer Forschungsgruppe, die sich mit Rechtsextremismus in den Gewerkschaften befasste. Hier arbeitete er mit Richard Stöss und Michael Fichter zusammen.
Diese Forschungsarbeit war mit 200.000 Euro von der Hans-Böckler-Stiftung und der Otto-Brenner-Stiftung gefördert worden. Die Ergebnisse der empirischen Studie, die mit der Befragung von über 4.000 Personen das bisher größte Forschungsvorhaben zu rechtsextremen Einstellungen in der Bundesrepublik darstellte , 
wurden auf einer Diskussionsveranstaltung im DGB-Haus des Bezirks Berlin-Brandenburg am 1. Juni 2005 präsentiert. Das Ergebnis dieser Prüfung wurde von den Auftraggebern als schockierend eingestuft. Es stellte sich nämlich heraus, dass gerade ausgebildete Facharbeiter (rund ein Viertel der Gewerkschaftsmitglieder) überproportional zu rechtsextremen Überzeugungen tendieren.
Insgesamt wurde festgestellt, dass 20 Prozent der Gewerkschaftsmitglieder eine rechtsextreme Einstellung besitzen, was prozentual den Schnitt der restlichen Gesellschaft widerspiegelt. Unter rechtsextremen Einstellungen subsumierten die Forscher in ihrer Untersuchung eine positive Haltung zu „extremem Nationalismus“, „Staatsautoritarismus“, „Verharmlosung des Nationalsozialismus“, „Sozialdarwinismus“, „Fremdenfeindlichkeit“ und „Antisemitismus“.

### Rot-Grün in den Kommunen
Im Jahr 1992 führte Zeuner zusammen mit Jörg Wischermann eine Erhebung zum Thema „Rot-Grün in den Kommunen“ durch, in der er unter anderem auf die Schwankungen im Verhältnis der beiden Parteien einging. Die Ergebnisse dieser Erhebung wurden 1995 in dem Buch Rot-Grün in den Kommunen: Konfliktpotentiale und Reformperspektiven; Ergebnisse einer Befragung von Kommunalpolitikern veröffentlicht.
In diesem Buch wird folgendes postuliert: Seit der Gründung der Grünen verfügten beide Parteien über einen gewissen Erfahrungsschatz im Umgang miteinander, der sich sowohl aus Ablehnung, wie auch aus Koalitionsverhandlungen speise. Als Hauptziel der Erhebung wurde formuliert: „Diesen Bestand auf der sich als Experimentier- und Beobachtungsfeld anbietenden kommunalen Ebene zu sichten, die Vielfalt der Formen des Verhältnisses von SPD und Grünen, seiner Bedingungen und der von den Akteuren für ihr Handeln angegebenen Gründ systematisch zu beschreiben.“ Hintergrund waren unter anderem die Probleme, die sich auf der kommunalen Ebene ergeben hätten, zum Beispiel „fehlende politische Handlungs- und Entscheidungsmöglichkeiten“. Neu an dieser Untersuchung ist, dass sie die erste Totalerhebung bei sozialdemokratischen und grünen Kommunalpolitikern darstellt.

### Politik an der Hochschule

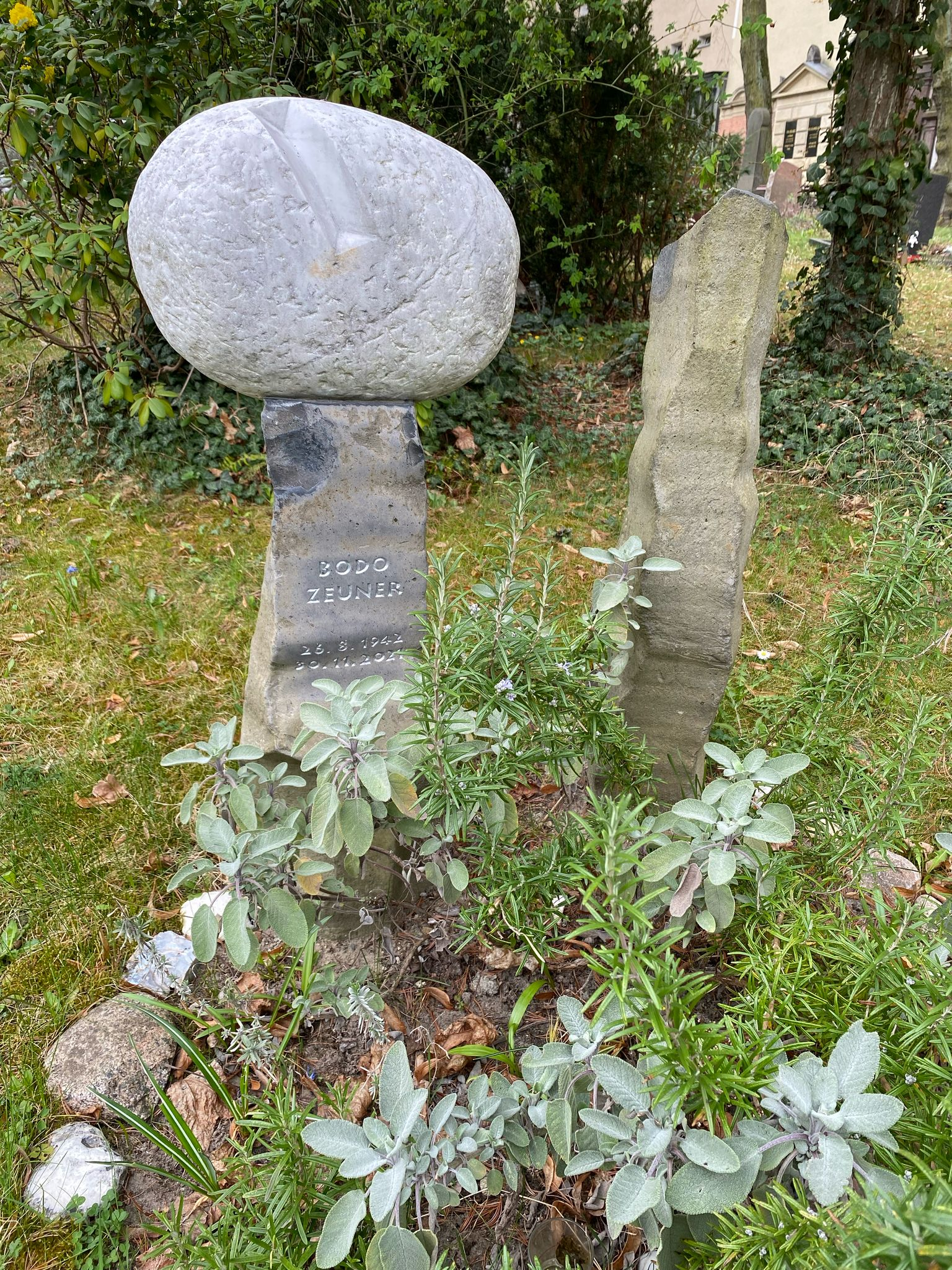
Grabstätte auf dem Alten St.-Matthäus-Kirchhof

Zeuner äußerte sich auch an der Hochschule oft politisch. So wandte er sich 2005 als Geschäftsführer des OSI in einem offenen Brief an den Kollegen Bernd Rabehl, der zuvor auf seiner langen Reise vom Sozialistischen Deutscher Studentenbund nach rechts bei der NPD-Zeitung Deutschen Stimme angelangt war und dieser ein Interview gegeben hatte. Zeuner verurteilte darin Rabehl wegen seiner rechtspopulistischen Aussagen und verdeutlichte ihm, dass er damit außerhalb des Konsenses und Selbstverständnisses des Fachbereichsrates des Otto-Suhr-Institutes stehe. Auch in seiner Abschiedsvorlesung von 2007 ließ Zeuner es sich nicht nehmen, über die Durchsetzung von Partikularinteressen und Zitierkartellen innerhalb von Universitäten zu referieren.

### Andere Aktivitäten
Zeuners Tochter Katharina Zeuner war neben anderen Personen von einem Polizeieinsatz auf die Armando-Diaz-Schule am 22. Juli 2001 während des G8-Gipfels in Genua betroffen. Vater Bodo Zeuner und Mutter Gundula Bölke-Zeuner (1941–2012) traten deshalb in regen Briefkontakt mit dem deutschen Innenministerium und gaben auch diverse Zeitungsinterviews hierzu.
Bodo Zeuner verstarb im Alter von 78 Jahren und wurde auf dem Alten St.-Matthäus-Kirchhof in Berlin beigesetzt.

## Bibliografie
- Arbeitsunrecht: Geschichten über Bürgerrechte im Betrieb. Rasch und Röhring, Hamburg 1991, ISBN 3-89136-425-3.
- Linke und Demokratie: Wohnungsbau, Sozialgeschichte. Verlag Westfälisches Dampfboot, Münster 1985.
- Genossen, was nun? Bilanz und Perspektiven sozialdemokratischer Politik. Mit Beiträgen von Volker Grans. Konkret Literatur Verlag, Hamburg 1983.
- Veto gegen Augstein: der Kampf in der Spiegel-Redaktion um Mitbestimmung. Hoffmann und Campe, Hamburg 1972.
- Kandidatenaufstellung zur Bundestagswahl 1965: Untersuchungen zur innerparteilichen Willensbildung und zur politischen Führungsauslese. Nijhoff Verlag, Den Haag 1970.
- Innerparteiliche Demokratie. Colloquium Verlag, Berlin 1970 (Neuauflage).
- mit Jörg Wischermann: Rot-Grün in den Kommunen. Konfliktpotentiale und Reformperspektiven. VS Verlag für Sozialwissenschaften, Wiesbaden 2012, ISBN 978-3-8100-1312-5.
- mit Günter Polach und Jörg Wischermann: Ein nachhaltig anderes Parteiensystem: Profile und Beziehungen von Parteien in ostdeutschen Kommunen. Ergebnisse einer Befragung von Kommunalpolitikern. Leske + Budrich Verlag, Opladen 2000, ISBN 3-8100-2738-3.
- Kritik + Hoffnung. Politische und politikwissenschaftliche Texte aus 50 Jahren. Die Buchmacherei, Berlin 2019, ISBN 978-3-9819243-8-1.